# Seinfeld
Seinfeld è una situation comedy statunitense, vincitrice di 10 Emmy Award e 3 Golden Globe, trasmessa originariamente dalla NBC dal 5 luglio 1989 al 14 maggio 1998 per 9 stagioni.
La sitcom è stata creata da Jerry Seinfeld, il cui cognome dà il titolo allo show e che interpreta un personaggio che è una versione di fantasia di sé stesso, e Larry David. Ambientato prevalentemente in un appartamento dell'Upper West Side a New York, lo show vede anche fra i suoi protagonisti gli amici di Jerry, tra cui George Costanza, Elaine Benes e Cosmo Kramer.
Seinfeld è stato prodotto dalla Castle Rock Entertainment e distribuito da Columbia Pictures Television e Columbia TriStar Television (ora Sony Pictures Entertainment), ed è stato scritto da David e Seinfeld con la collaborazione di numerosi altri sceneggiatori, tra cui Larry Charles, Peter Mehlman, Gregg Kavet, Andy Robin, Carol Leifer, David Mandel, Jeff Schaffer, Steve Koren, Jennifer Crittenden, Tom Gammill, Max Pross, Charlie Rubin, Alec Berg, Spike Feresten e Peter e Bobby Farrelly.
Nel 2002 Seinfeld è stato classificato al 1º posto nella classifica dei migliori 50 spettacoli televisivi di tutti i tempi redatta da TV Guide.
In Italia, la serie è approdata il 6 novembre 1995 su Telemontecarlo. Nel gennaio del '96 la serie si è trasferita su Videomusic, che insieme alla rete precedente era proprietà della Cecchi Gori Group, e sarebbe diventata TMC 2. Successivamente la trasmissione italiana è stata suddivisa tra le due reti terzopoliste.

## Trama
Seinfeld violò deliberatamente svariate convenzioni della televisione mainstream. Lo show, definito spesso come uno show "sul nulla", divenne la prima serie televisiva dai tempi del Monty Python's Flying Circus a essere definita postmoderna. Diversi elementi di Seinfeld ben si adattano a questa interpretazione.
I personaggi erano "single sui 30 e qualcosa anni... senza radici, dalle identità vaghe, e con una cosciente indifferenza alla morale". Convenzioni narrative radicate, come separare nettamente personaggi e attori che li interpretano e il mondo dei personaggi da quello degli attori e del pubblico, vennero infrante: un esempio tipico è la linea narrativa in cui i personaggi cercano di promuovere una sitcom televisiva intitolata Jerry, uno show-nello-show in cui Seinfeld interpretava sé stesso e che era dichiaratamente "sul nulla", totalmente simile allo stesso Seinfeld, creando quindi un'intesa e un metalinguaggio con il proprio pubblico. Jerry venne lanciato nell'episodio finale della quarta stagione, ma non ebbe successo e fu abbandonato.
In molti episodi i protagonisti si ritrovano coinvolti nella vita degli altri, in genere con risultati disastrosi. Tuttavia, incuranti dei danni da loro procurati, non sembrano mai ricavare nulla dall'esperienza e continuano a essere egoisti ed egocentrici. Sul set, l'imperativo che i personaggi non dovessero mai avere un'evoluzione o migliorare nel corso della serie era espresso con la cosiddetta regola del "niente abbracci, niente insegnamenti". Questa battuta viene quasi citata in un episodio, quando Kramer dice a Jerry, "Beh, la cosa importante è che hai imparato qualcosa", al che Jerry replica "No, non ho imparato nulla".
A differenza di molte altre sitcom, non ci sono momenti di pathos: anche la morte di Susan (moglie di George) non suscita alcuna emozione genuina negli altri protagonisti dello show e non verrà quasi mai menzionata successivamente.
Seinfeld  ha influenzato il format, lo stile e il linguaggio di molti telefilm successivi, quali The Office, It's always sunny in Philadelphia, Arrested Development, 30 Rock, Community, Silicon Valley, Veep, Broad City, Peep Show.
Molte battute della serie sono state adottate nello slang, creando nuovi termini o rendendo nuovamente popolari vecchie frasi; tra questi, l'utilizzo di Yada yada yada al posto di Blah blah blah, le frasi No soup for you (omaggiata anche da Scrubs), Serenity now, Master of my domain, Not that there's anything wrong with that, i termini Closer-talker (qualcuno che ha la tendenza a invadere lo spazio personale mentre parla), Sponge-worthy, To regift e Regifter (ovvero il riciclare un regalo che si è ricevuto, regalandolo a altri), e avendo creato la parodistica festività anti-consumismo del Festivus, fissata per il 23 dicembre.
Le repliche della serie sono rimaste popolari e frequenti in svariati canali televisivi di Stati Uniti d'America, Regno Unito, Irlanda e Australia, nonostante sia possibile oggi trovare l'intera serie su varie piattaforme streaming.

## Episodi
| Stagione         | Episodi | Prima TV originale | Prima TV Italia |
| ---------------- | ------- | ------------------ | --------------- |
| Prima stagione   | 5       | 1989-1990          | 1995            |
| Seconda stagione | 12      | 1991               |                 |
| Terza stagione   | 23      | 1991-1992          |                 |
| Quarta stagione  | 24      | 1992-1993          |                 |
| Quinta stagione  | 22      | 1993-1994          |                 |
| Sesta stagione   | 24      | 1994-1995          |                 |
| Settima stagione | 24      | 1995-1996          |                 |
| Ottava stagione  | 22      | 1996-1997          |                 |
| Nona stagione    | 24      | 1997-1998          |                 |

## Personaggi e interpreti

### Personaggi principali

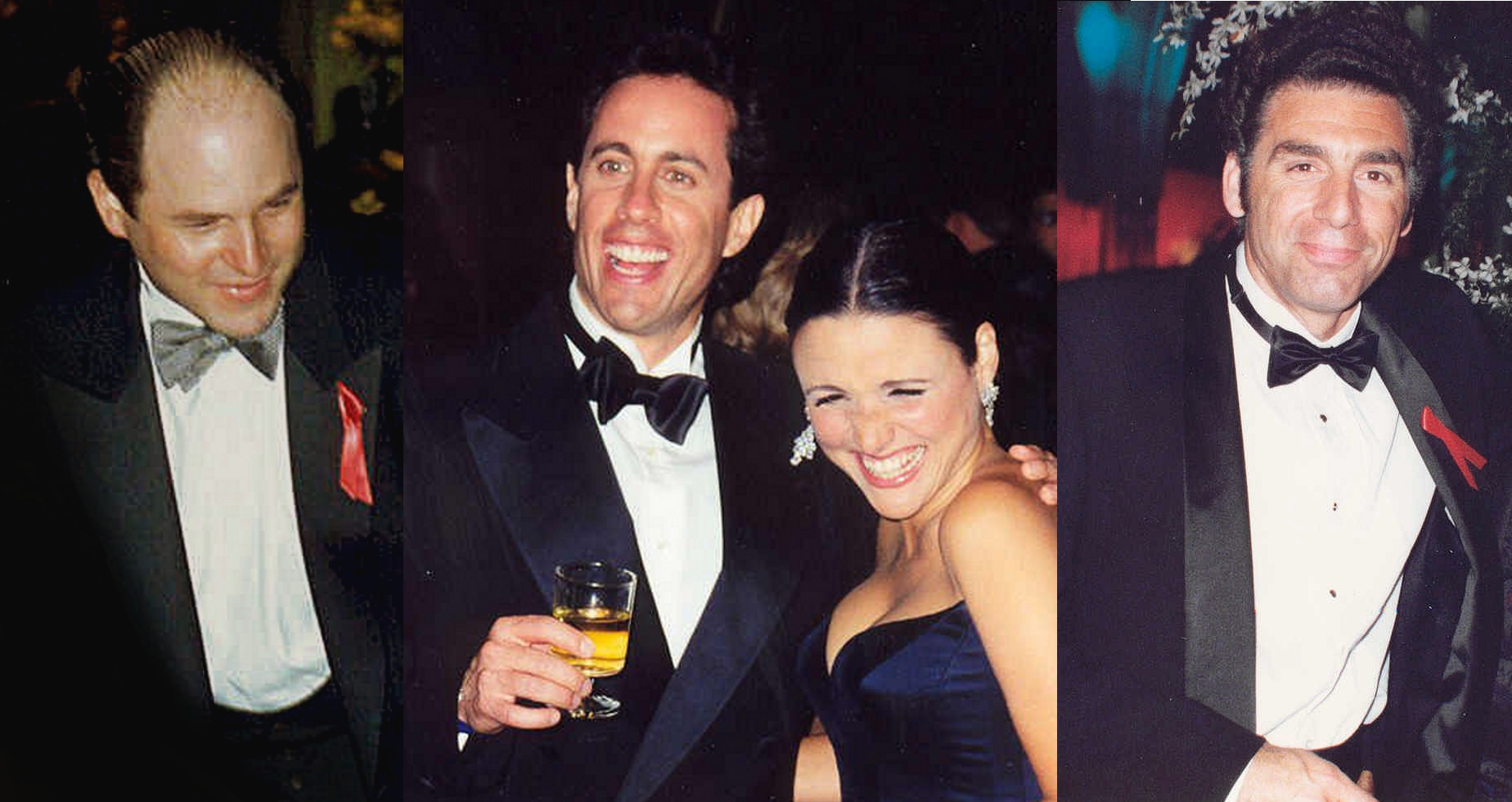
I protagonisti della sitcom: George Costanza (Jason Alexander), Jerry Seinfeld (se stesso), Elaine Benes (Julia Louis-Dreyfus) e Cosmo Kramer (Michael Richards)

- Jerry Seinfeld (stagioni 1-9), interpretato da Jerry Seinfeld, doppiato da Sandro Acerbo.
È il protagonista dello show. Di mestiere fa il comico e si esibisce dal vivo nei locali notturni. Il suo appartamento è il centro di un mondo popolato dai suoi eccentrici amici George, Elaine e Kramer. Viene spesso visto come "la voce della ragione" in mezzo alla follia generale[8]. Le trame degli episodi spesso si riferiscono alle sue relazioni sentimentali: Jerry trova solitamente "motivi stupidi per troncare" con le donne. Apparentemente il più "normale" del gruppo, le sue nevrosi si rivelano nella sua maniacale pulizia, nel suo narcisismo e nella sua immaturità. Il suo supereroe preferito è Superman, e nello show si fanno svariati riferimenti a ciò.
- George Costanza (stagioni 1-9), interpretato da Jason Alexander, doppiato da Marco Mete.
È il migliore amico di Jerry fin dai tempi della scuola. È rozzo, disonesto e spesso invidioso dei successi degli altri; è spesso presentato come un perdente insicuro e poco fiducioso nelle sue capacità. Spesso mente circa la sua professione, le sue relazioni e in generale su tutto, cosa che finisce quasi sempre per creargli vari problemi, usando uno pseudonimo ("Art Vandelay"[9]). George è stato una volta sinteticamente descritto da Elaine come "un uomo basso, testardo, tardo e calvo".[10] Coltiva il sogno di diventare architetto. Spesso fa cose riprovevoli che fanno anche gli altri, ma è l'unico che viene colto in flagrante[11].
- Elaine Benes (stagioni 1-9), interpretata da Julia Louis-Dreyfus, doppiata da Eleonora De Angelis.
È intelligente e sicura di sé, ma superficiale. A volte ha la tendenza a essere troppo onesta con le persone, il che le causa dei problemi[12]. Spesso si ritrova coinvolta nei capricci dei suoi fidanzati, nelle strambe pretese dei suoi eccentrici datori di lavoro, o dalla maleducazione di perfetti estranei. Un tema ricorrente riguardo a Elaine è la sua frustrazione per non riuscire mai a trovare l'uomo giusto; Jerry ed Elaine hanno avuto una storia in passato, e sono rimasti buoni amici. Elaine viene vista come l'"intellettuale" del gruppo.
- Cosmo Kramer (stagioni 1-9), interpretato da Michael Richards, doppiato da Francesco Pannofino.
È lo strambo amico e vicino di casa di Jerry. I suoi tratti caratteristici sono i capelli dritti sulla testa, il suo guardaroba vintage e il suo modo di irrompere all'improvviso nell'appartamento di Jerry. A volte si comporta in modo molto ingenuo, ottuso o quasi infantile, ma occasionalmente dimostra una sorprendente conoscenza dell'animo umano. Sebbene non sembri riuscire a mantenere alcun lavoro serio, spesso fa una serie di piani e progetti bislacchi per guadagnare soldi, come aprire una pizzeria dove ciascuno si cucina da solo la propria pizza,[13] creare un profumo che sappia di spiaggia,[14] o disegnare un reggiseno per uomo chiamato "Bro"[15][16].

### Personaggi secondari
- Newman (stagioni 2-9), interpretato da Wayne Knight.
È un postino obeso e spregevole, amico di Kramer e nemesi di Jerry. Newman è vicino di casa di entrambi (Apartment 5E) ed è noto per la sua ingordigia. Il suo scopo principale nella vita è dare fastidio a Jerry: fa continuamente piani contro di lui, mangia nel suo appartamento e cerca di tormentarlo in ogni modo.
- Leo (stagioni 2-9), interpretato da Len Lesser.
È lo zio di Jerry, fratello di Helen. È la personificazione del vecchietto eccentrico, e spesso cerca di sminuire Jerry facendo dei paragoni con suo figlio, un uomo di successo, Jeffrey, che non compare mai nello show.
- Morty e Helen Seinfeld, interpretati rispettivamante da Phil Bruns – poi sostituito da Barney Martin – e da Liz Sheridan.
Sono i genitori di Jerry. Morty, un venditore di cappotti in pensione, è noto per rimanere sempre cocciutamente fermo nelle proprie convinzioni; Helen non concepisce come a qualcuno possa non piacere suo figlio.[17] I due ritengono che Jerry non guadagni abbastanza soldi e cercano sempre di aiutarlo finanziariamente.[17] Questi due personaggi si ispirano ai veri genitori di Jerry Seinfeld.
- Frank ed Estelle Costanza (stagioni 4-9), interpretati rispettivamente da John Randolph – poi sostituito da Jerry Stiller – e da Estelle Harris.
Sono gli eccentrici genitori di George: il figlio li ritiene i colpevoli della sua incapacità di riuscire in alcunché nella vita. Noti per il loro temperamento molto acceso che li porta di frequente a violenti litigate.
- Susan Ross (stagioni 4-7), interpretata da Heidi Swedberg.
È la fidanzata di George, già dirigente della NBC. Si fidanza con George nel corso della settima stagione, e muore nell'ultimo episodio di questa stagione, per avvelenamento dovuto alle sostanze tossiche contenute in alcune buste da lettera di poco prezzo. Compare in un cameo in un episodio della nona e ultima stagione.
- Mickey Abbott (stagioni 5-9), interpretato da Danny Woodburn.
È un amico di Kramer, aspirante attore.
- George Steinbrenner[18] (stagioni 5-9), interpretato da Lee Bear[19], doppiato da Larry David[20].
Nella realtà è stato socio dirigente dei New York Yankees della Major League Baseball dal 1973 fino alla sua morte nel 2010. Nella sit-com è il capo di George, proprietario della squadra di baseball dei New York Yankees. La faccia di Steinbrenner non viene mai mostrata nello show, ed egli viene ridicolizzato per la sua arroganza e totale incompetenza nel gestire una squadra di baseball: spesso convoca George nel suo ufficio e si mette a blaterare su dettagli assolutamente insignificanti per ore, mentre George esce lentamente dalla stanza.
- Kenny Bania (stagioni 6-9), interpretato da Steve Hytner.
È un comico, collega di Jerry. Jerry lo odia e lo ritiene fastidiosissimo.
- Tim Whatley (stagione 6-9), interpretato da  Bryan Cranston. 
È il discutibile dentista di Jerry e George e per un breve periodo esce con Elaine. Jerry sospetta che si sia convertito alla religione ebraica per poter raccontare più barzellette ed è la prima persona nello show a venir definita "rigifter" (coniandone quindi il termine ora presente nei dizionari).

### Guest star
A parte i personaggi minori ricorrenti, Seinfeld ha avuto numerose guest star che hanno interpretato sé stesse o fidanzate, fidanzati, superiori o altre conoscenze.
Inoltre, nei dialoghi di Seinfeld vi sono frequenti allusioni a persone reali.
Nel ruolo di sé stessi sono apparsi, tra gli altri, Candice Bergen, Rudy Giuliani (impegnato nella campagna per l'elezione a sindaco di New York), Jay Leno (in una puntata Jerry è ospite al The Tonight Show), David Letterman (che in un episodio della stagione 8 telefona a Jerry per cancellarne la partecipazione allo show), Bette Midler, Marisa Tomei (che in un episodio si innamora di George mentre egli è fidanzato con Susan Ross), Mel Tormé, Jon Voight e Raquel Welch.
Alcuni attori famosi (o che sarebbero di lì a pochi anni divenuti famosi) che hanno interpretato ruoli di fantasia sono invece: Bob Balaban, Tobin Bell, Courteney Cox, Marcia Cross e Teri Hatcher, Kristin Davis, Lauren Graham, Mariska Hargitay, Catherine Keener, Peter Krause, Debra Messing e Megan Mullally, James Spader, Robert Wagner, Bob Odenkirk, Michael Chiklis, David James Elliott e Marlee Matlin.

## Produzione

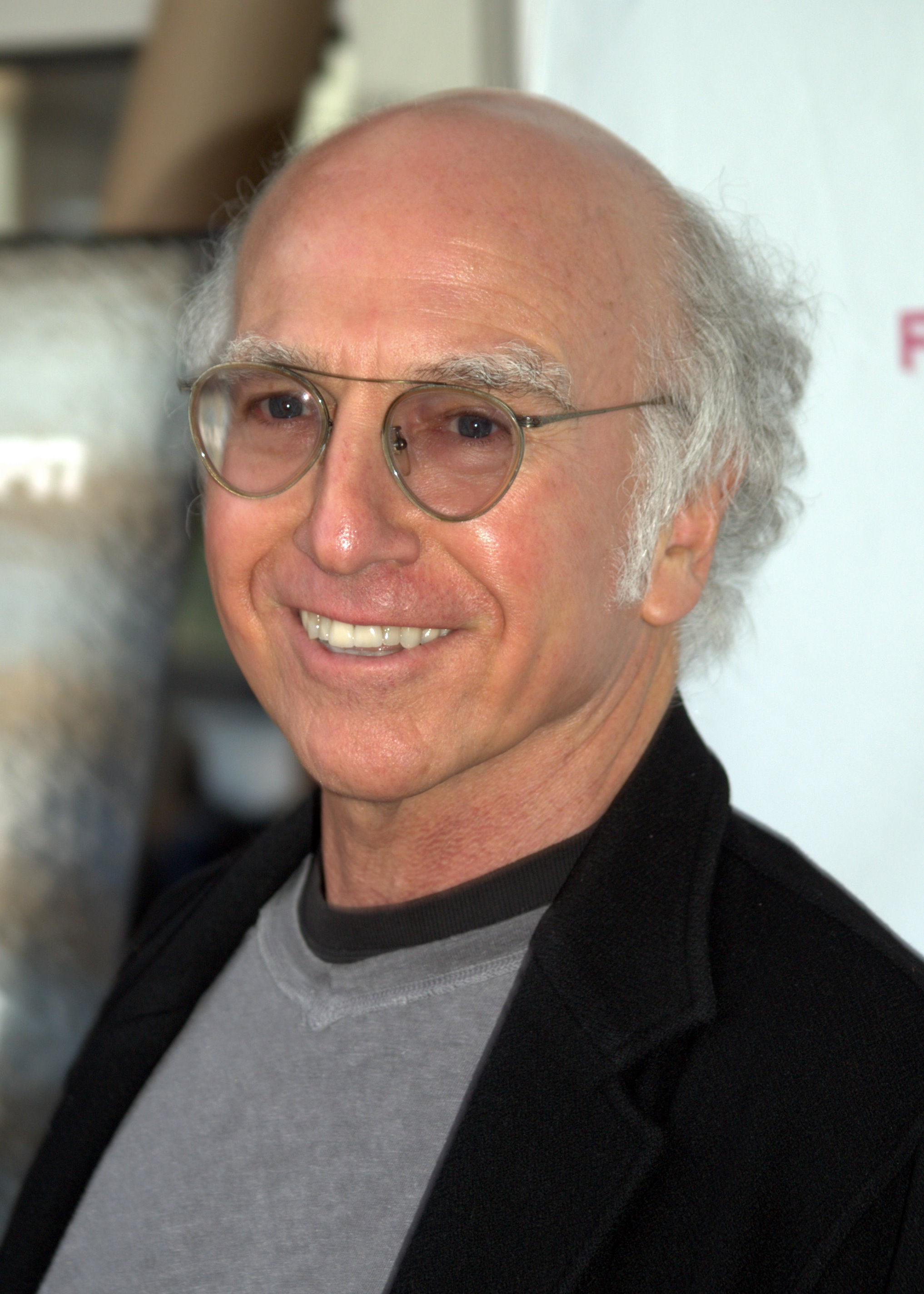
Larry David, co-creatore della sitcom assieme a Jerry Seinfeld

Jerry Seinfeld e Larry David definiscono Seinfeld come "uno show sul nulla": Seinfeld si distinse subito dalle tipiche sitcom televisive dell'epoca, che vedevano come protagonisti o un nucleo familiare o dei colleghi di lavoro. I personaggi principali di Seinfeld non erano legati da alcun vincolo di parentela e non lavoravano insieme. Gli episodi della maggior parte delle sitcom hanno un tema preciso, o presentano delle collaudate situazioni comiche, mentre molti episodi di Seinfeld si concentravano sulle minuzie della vita di tutti i giorni, come ad esempio fare la fila di fronte al botteghino del cinema, uscire fuori a cena, comprare un vestito, o imparare ad affrontare le piccole ingiustizie quotidiane. Alcuni spettatori sostengono che la visione del mondo proposta da Seinfeld sia in qualche modo connessa alla corrente filosofica del nichilismo, la visione per cui la vita non ha alcun senso.
In origine, lo show si apriva con Jerry Seinfeld che faceva il suo numero di stand-up comedy in un night club. L'argomento della sua esibizione era vagamente basato sulla trama dell'episodio, e nelle prime stagioni queste scene ritornavano sempre nel corso e alla fine dell'episodio. A partire dalla quarta stagione, le scene all'interno dell'episodio divennero meno frequenti, e dalla sesta stagione anche quelle alla fine si fecero più rare. Dall'ottava stagione, infine, l'esibizione comica dal vivo venne eliminata del tutto, perché le trame si erano fatte più complicate e necessitavano di più tempo per esplicarsi.
I protagonisti dello show e molti dei personaggi secondari furono creati ispirandosi a persone realmente esistenti conosciute da Seinfeld e David, mentre altri da personaggi famosi della società americana, come ad esempio George Steinbrenner, proprietario dei New York Yankees.

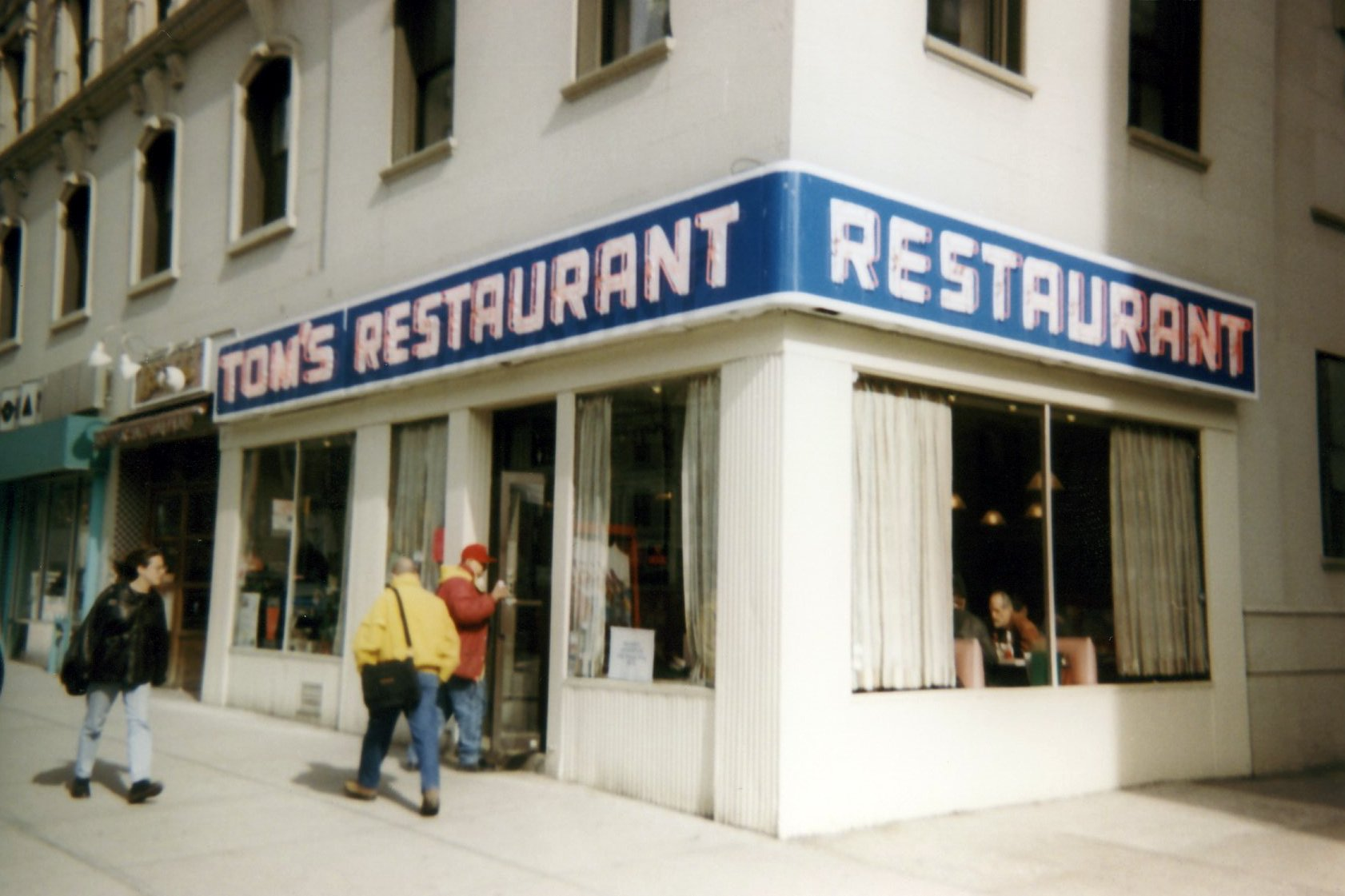
Tom's Restaurant, locale tra la 112th St. e Broadway a Manhattan, chiamato Monk's Cafe nella sitcom

La sitcom, a differenza di altre, è stata sempre attenta a mantenere alta la continuity (ovvero la coerenza e la non contraddittorietà nello sviluppo): personaggi e storie di precedenti episodi sono richiamati e ripresi di frequente, non "spariscono" nel nulla. A volte, le storie si sviluppano in più episodi o persino in intere stagioni. Larry David, il principale autore dello show e produttore esecutivo per le prime sette stagioni, è stato ampiamente lodato per aver posto particolare cura anche nei dettagli minori e aver fatto sì che le vite dei personaggi principali rimanessero sempre realistiche e credibili. In seguito egli avrebbe impiegato le stesse tecniche nella sua serie successiva, Curb Your Enthusiasm.
Un'altra caratteristica che differenzia lo show da molti altri è la scarsa importanza che viene data al fatto che i personaggi traggano insegnamenti morali dalle situazioni che li vedono protagonisti: in effetti, essi sono spesso indifferenti e insensibili alle implicazioni etiche. Si disse che il mantra dei produttori dello show era: "No hugging, no learning" ("Niente abbracci, niente insegnamenti"), significando l'intenzione di evitare i momenti più "sdolcinati" presenti in altre sitcom.
Lo show ha avuto uno strepitoso successo di pubblico e di critica negli Stati Uniti: molte delle sue battute più famose sono entrate a far parte del gergo della cultura popolare, la sitcom si è classificata al 1º posto del Rating Nielsen con la sesta e nona stagione, e si è costantemente piazzata fra le prime 2 dal 1994 al 1998, assieme a E.R. - Medici in prima linea. Nel 2002, la rivista TV Guide ha incoronato Seinfeld come il miglior programma televisivo statunitense di tutti i tempi, e nel 2006 un sondaggio d'opinione indetto da Channel 4 ha eletto Seinfeld come la 3ª migliore sitcom di sempre, dopo Frasier e Fawlty Towers.

### Evoluzione

#### Stagioni 1-3: I primi anni

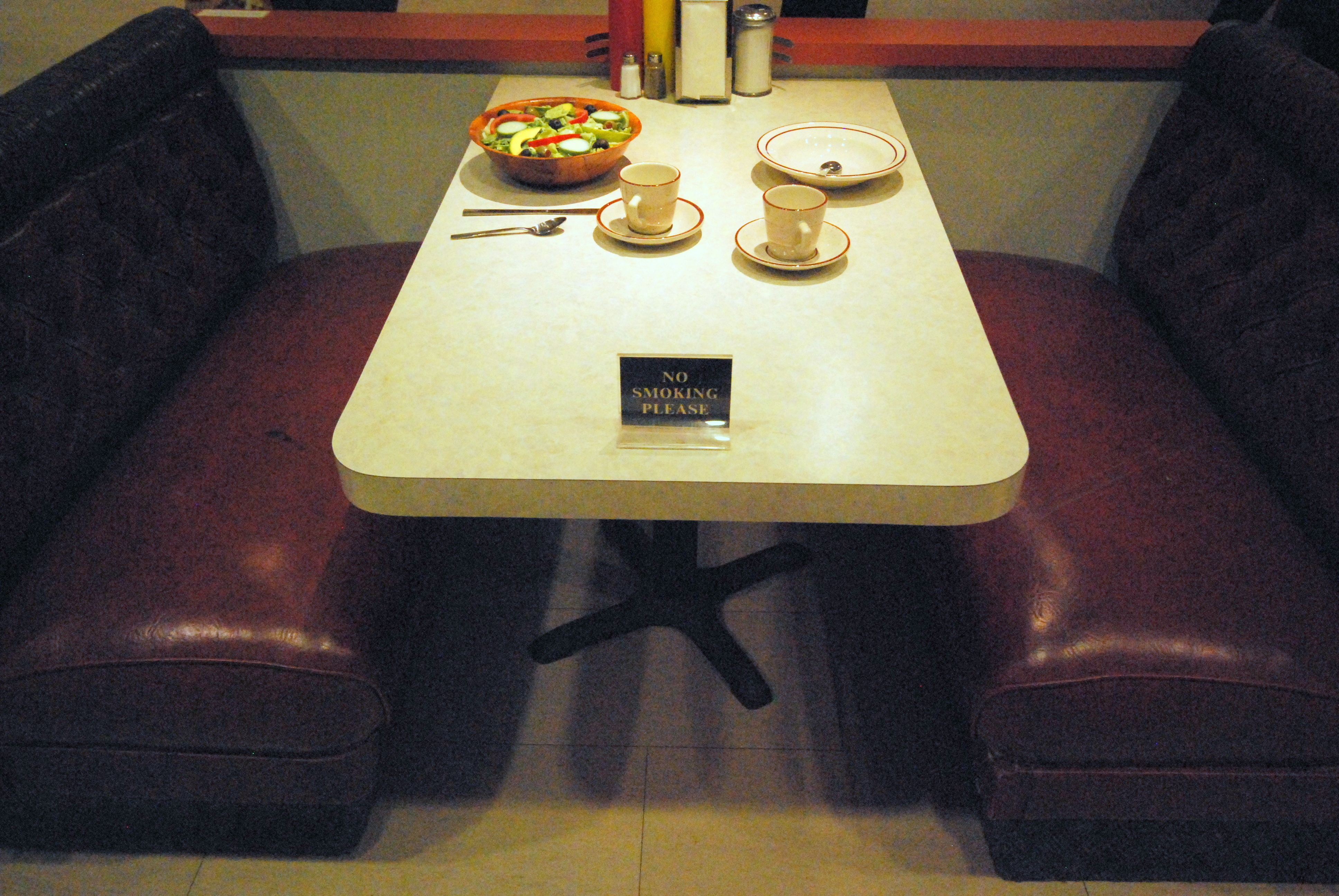
L'interno del Monk's ricostruito per l'esposizione al Paley Center for Media di Los Angeles

Lo show fece il suo esordio con il titolo The Seinfeld Chronicles il 5 luglio 1989 sulla NBC. L'episodio pilota non ebbe un'accoglienza molto favorevole e, dopo la messa in onda, sembrò improbabile che la rete potesse sostenerlo, tanto che venne offerto alla Fox, che rifiutò. Tuttavia, Rick Ludwin, dirigente della NBC, credette nel progetto e grazie al suo intervento vennero filmati altri 4 episodi, che ebbero un'audience maggiore perché trasmessi subito dopo la sitcom Cin cin, di grande successo, il martedì sera alle 21:30, e Seinfeld fu infine messa in produzione.
Seinfeld divenne la beniamina dei critici televisivi nelle sue prime stagioni, anche se era ancora un successo di nicchia: la qualità della sitcom era giudicata in rapido e costante miglioramento nel corso delle prime stagioni. Gli episodi tendevano ancora a essere molto realistici e si concentravano sulle minuzie della vita di tutti i giorni, come rimanere bloccati nella metropolitana o attendere il proprio turno in un ristorante cinese.

#### Stagioni 4-5: Il successo

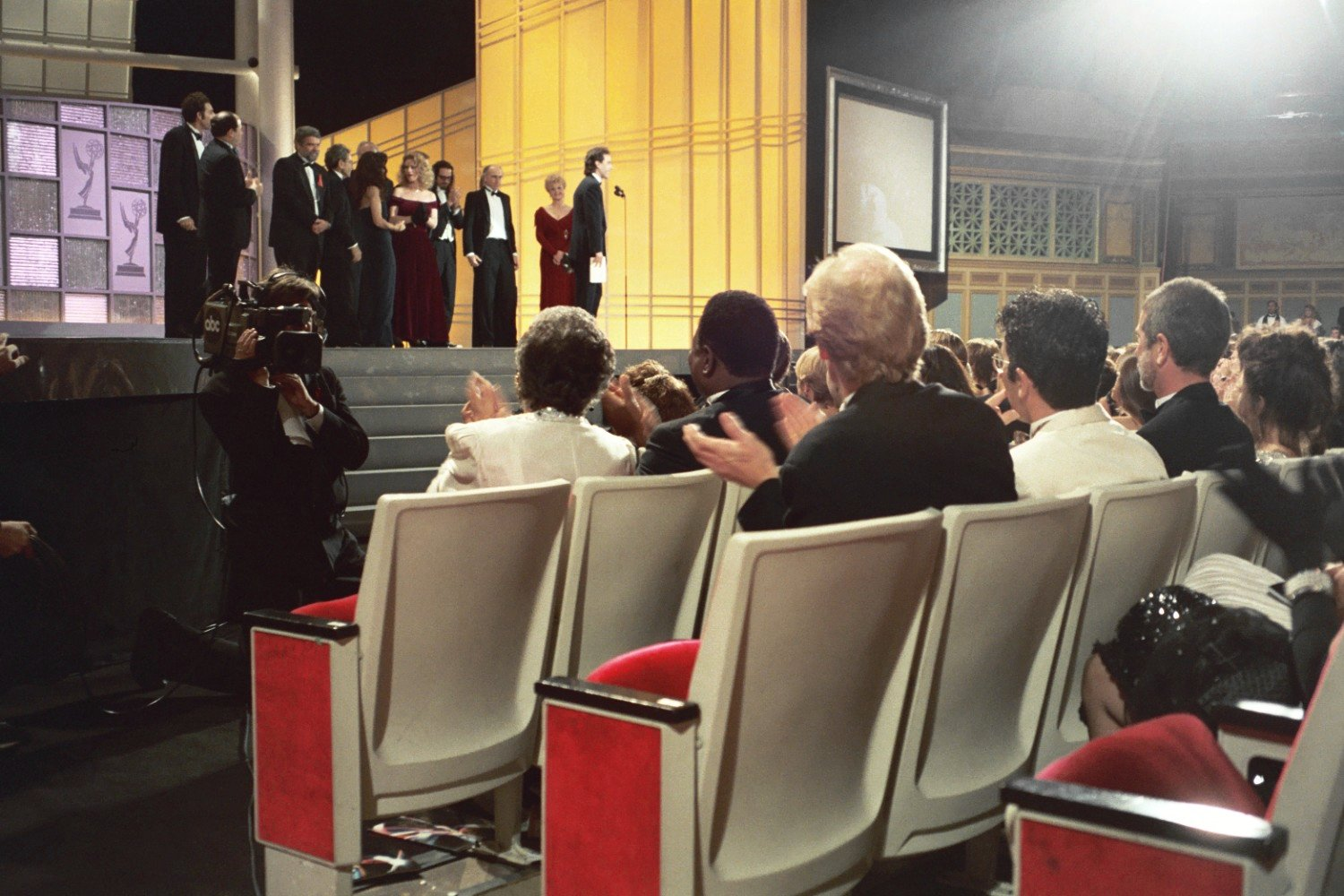
Il cast della serie ritira l'Emmy per l'episodio della quarta stagione La scommessa (The Contest) agli Emmy Awards del 1993

La quarta stagione segnò l'ingresso della sitcom nella classifica dei 30 programmi più seguiti stilata dai Nielsen Ratings e fu la prima a impiegare la tecnica della storia che si sviluppava attraverso più episodi: in essa, Jerry e George cercano di creare la loro sitcom personale, Jerry (evidente riferimento alla stessa Seinfeld).
La controversa puntata dal titolo La scommessa (The Contest), vincitrice di un Emmy e scritta dal co-creatore Larry David, il cui soggetto principale (la masturbazione) venne considerato inappropriato per la prima serata e per cui la parola tabù venne accuratamente evitata, ricorrendo a strane e divertenti perifrasi, ebbe grande successo, alimentato anche dalle polemiche. Nel corso della stagione Seinfeld venne spostato dalle 21:00 del mercoledì alle 21:30 del martedì, di nuovo dopo Cin cin, mossa che fece guadagnare allo show in popolarità. La sitcom vinse un Emmy Award nella categoria Miglior serie comica nel 1993, sconfiggendo Quell'uragano di papà, grande successo della rivale ABC.
Il successo proseguì ininterrotto nella quinta stagione: Seinfeld venne spostato alle 21:00 del martedì, in sostituzione di Cin cin, giunto alla conclusione. Ricevette un'altra nomination come Miglior serie comica, ma il premio andò allo spin-off di Cin cin, Frasier, allora alla prima stagione. Seinfeld continuò a essere nominato per la stessa categoria tutti gli anni fino all'ultima stagione, ma senza più aggiudicarsi il premio, perdendo il confronto sempre con Frasier.

#### Stagioni 6-7: La consacrazione

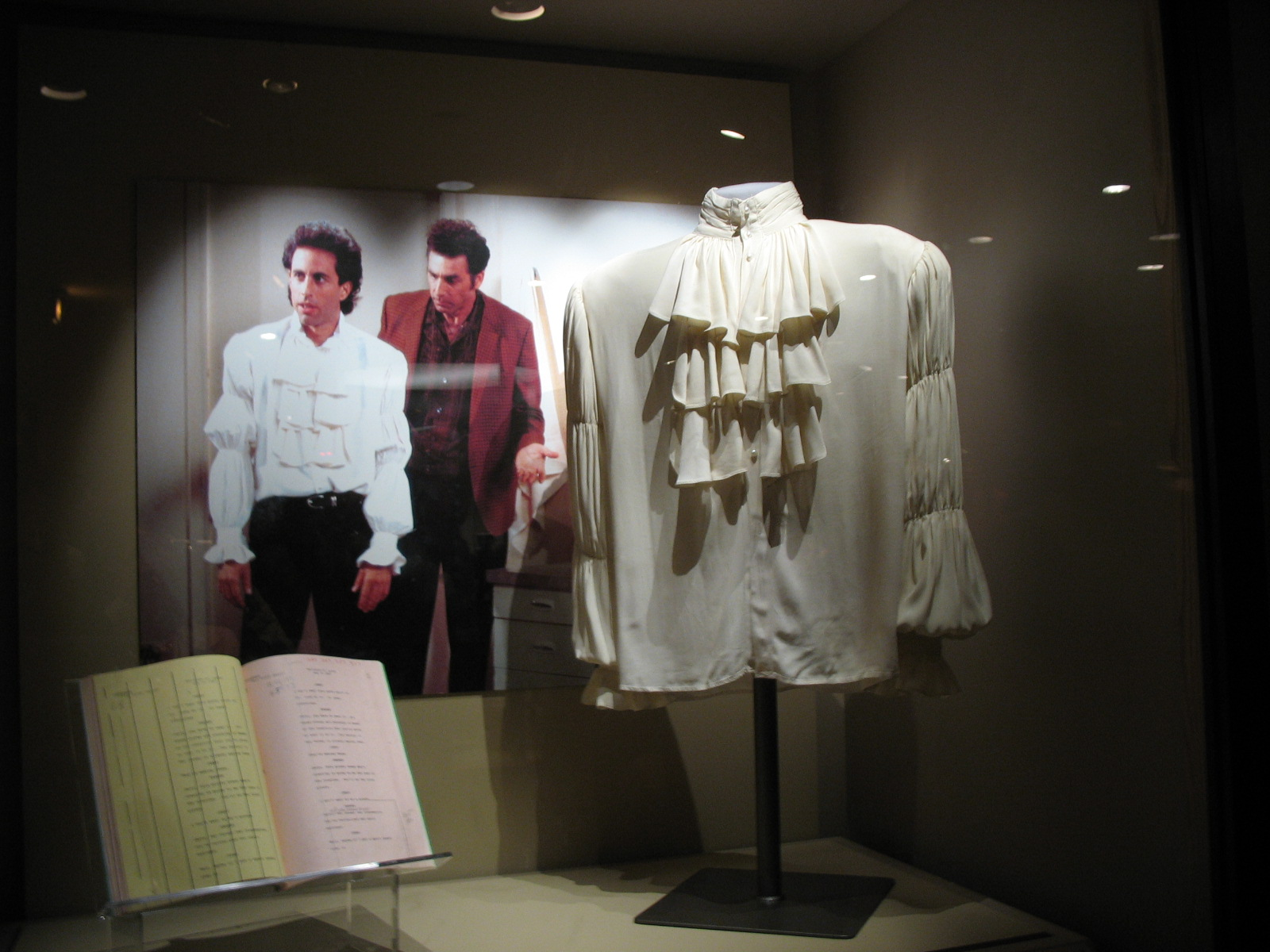
La camicia dell'episodio della quinta stagione La camicia a drappi (The Puffy Shirt) è ora esposta al National Museum of American History di Washington

Con la sesta stagione, nonostante il cambio alla regia (Andy Ackerman sostituì Tom Cherones), la sitcom proseguì il suo trionfale successo e mandò in onda alcuni dei suoi episodi migliori. Per la prima volta Seinfeld raggiunse il 1º posto dei Ratings Nielsen.
A parere del cast, dei tecnici e di molti critici, il picco creativo dello show venne raggiunto nella settima stagione, la cui storia principale riguardava il fidanzamento ufficiale di George con Susan Ross (già vista nella quarta stagione). Per il resto della stagione George non avrebbe fatto altro che pentirsi di quella decisione e cercare di sottrarsi all'impegno.

#### Stagioni 8-9: Senza Larry David
L'audience dello show era ancora altissima nelle ultime due stagioni, anche se le critiche cominciarono a non essere più interamente positive. Larry David lasciò alla fine della settima stagione (sebbene abbia continuato a doppiare il personaggio di Steinbrenner anche nell'ottava stagione), quindi Jerry Seinfeld divenne l'unico responsabile della sitcom: con una nuova squadra di sceneggiatori, Seinfeld divenne uno show dal ritmo più rapido e sui toni dell'assurdo. La comicità si basò sempre di più sul genere dello slapstick e le trame introdussero alcuni elementi fantastici. Nonostante gli fosse stato offerto di proseguire per un'ulteriore stagione, Jerry Seinfeld decise di porre termine allo show alla fine della nona stagione. Nell'episodio finale fece il suo ritorno come sceneggiatore Larry David.

#### Finale

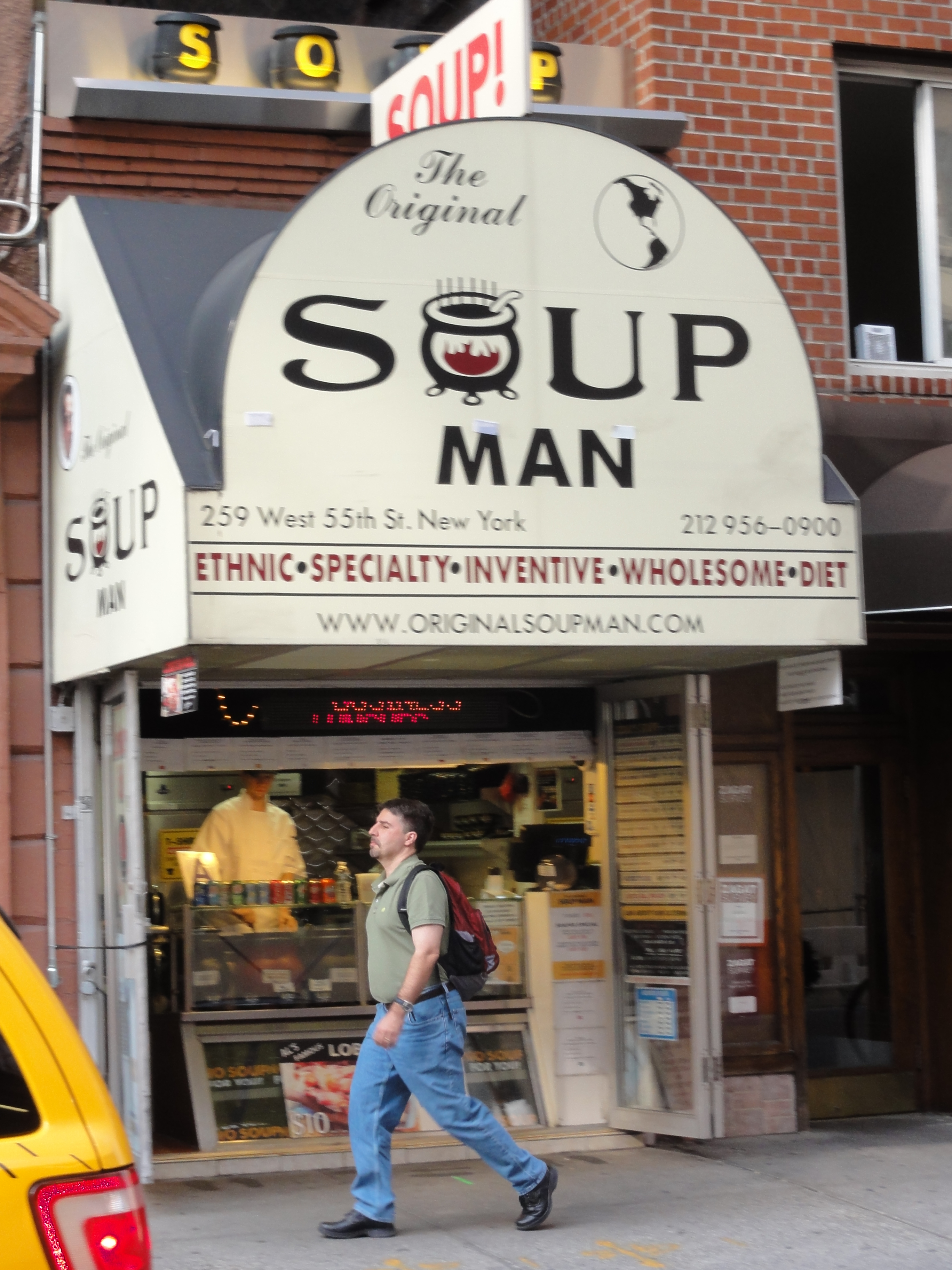
Soup Man sulla 55ª strada di New York a cui è ispirato l'episodio della settima stagione The Soup Nazi (tradotto in italiano come Zuppe e coccole)

Dopo nove anni dall'esordio, Jerry Seinfeld annunciò il 26 dicembre 1997 che la produzione della sitcom sarebbe stata interrotta la primavera seguente. La notizia andò sulle prime pagine di tutti i maggiori giornali di New York, compreso il The New York Times. Jerry Seinfeld comparve anche sulla copertina del primo numero di TIME del 1998.
La sitcom si è conclusa con un episodio speciale da 75 minuti diviso in due parti, scritto dal creatore ed ex produttore esecutivo Larry David, andato in onda in prima visione il 14 maggio 1998. Prima dell'episodio finale venne trasmessa una retrospettiva con spezzoni tratti da episodi delle precedenti nove stagioni.
Fu anche il primo episodio - dal finale della settima stagione - a riproporre le scene iniziali e finali di Jerry Seinfeld mentre fa il suo show comico. Venne filmato di fronte a dirigenti della NBC e amici: non fu presente nessun membro della stampa o del pubblico per mantenere il segreto, e tutti coloro che avevano assistito alla registrazione dovettero firmare accordi scritti di mantenere il silenzio. La segretezza fece aumentare le supposizioni e le speculazioni su come la serie si sarebbe conclusa: alcune fonti suggerivano che Jerry ed Elaine si sarebbero sposati, mentre i fan più cinici preferivano il suggerimento di Julia Louis-Dreyfus che i quattro sarebbero morti in un incidente automobilistico dopo che tutti i loro desideri si erano finalmente avverati. Gli stessi produttori dello show cavalcarono l'attesa spasmodica, diffondendo false notizie.
L'episodio andò in onda lo stesso giorno in cui morì Frank Sinatra, e questo evento può averlo in qualche modo oscurato, ma ciò nonostante venne visto da un numero altissimo di spettatori, circa 76 milioni (il 58% del pubblico televisivo di quella serata), posizionandosi al 3º posto tra gli episodi finali di serie televisive più visti di tutti i tempi, dopo quelli di M*A*S*H e Cin cin. Tuttavia, il finale ricevette recensioni contrastanti dai critici e dai fan dello show: l'episodio sembrò prendersi gioco delle innumerevoli supposizioni e teorie che erano state avanzate, apparentemente seguendo diversi filoni prima di assestarsi sulla trama definitiva, un lungo processo in cui Jerry, George, Elaine e Kramer sono accusati di aver violato la "legge del buon Samaritano" e sono condannati alla prigione. L'ultimo scambio di battute della sitcom ripete esattamente quello con cui Seinfeld si era aperto nell'episodio pilota, riguardante la posizione di un bottone sulla camicia di George, e i personaggi alla fine accennano al fatto che forse hanno già avuto quella conversazione.
Secondo la rivista Forbes, il guadagno annuo di Jerry Seinfeld dallo show nel 2004 era di 267 milioni di dollari. A Seinfeld vennero apparentemente offerti 5 milioni a puntata per continuare lo show ancora per una decima stagione, ma egli avrebbe rifiutato. A tutto luglio 2007, Jerry Seinfeld è ancora la seconda persona più ricca dello showbusiness televisivo dopo Oprah Winfrey, con un guadagno di 60 milioni di dollari all'anno. Lo show stesso divenne la prima sitcom televisiva a richiedere più di 1 milione di dollari per l'inserimento di uno spot pubblicitario, cifra che in precedenza era stata superata solo dal Super Bowl.
Il 1º novembre 2007, in una puntata del Daily Show with Jon Stewart, Jerry Seinfeld ha parlato della possibilità di filmare un'ultima scena dello show, dopo che i protagonisti lasciano la prigione, anche se, ha aggiunto, al momento è troppo impegnato per girarla.

## Colonna sonora
Una delle caratteristiche più riconoscibili di Seinfeld è il suo tema musicale: composto da Jonathan Wolff, consiste in un riff di basso che apre lo show e connette tra loro le scene.
Seinfeld non ha una sigla tradizionale e gli assoli di basso sono suonati nei primi istanti dei dialoghi o delle azioni; nel corso di ciascun episodio possono variare. Il tema può inoltre essere eseguito in stile diverso, accordandosi con la trama dell'episodio: ad esempio, nell'episodio Indietro tutta! (The Betrayal), che ha luogo in India, viene suonato con un sitar.

## Riconoscimenti
Seinfeld ha ricevuto premi e nomination in varie categorie durante gli anni novanta. Ha vinto un Emmy nella categoria "Miglior serie comica" nel 1993, un Golden Globe per la "Miglior serie TV comica" nel 1994 e uno Screen Actors Guild Award per la "Miglior interpretazione di gruppo in una serie comica" nel 1995, 1997 e 1998. Ha ricevuto ininterrottamente nomination agli Emmy dal 1992 al 1998 come "Miglior serie comica", ai Golden Globe dal 1994 al 1998 come "Miglior serie TV comica", agli Screen Actors Guild Awards per la "Miglior interpretazione di gruppo in una serie comica" dal 1995 al 1998.

## Citazioni e riferimenti
- Nella ventesima stagione della serie televisiva a cartoni animati I Simpson, si scopre che Homer Simpson è un accanito fan di Seinfeld: in un episodio dichiara che il suo personaggio preferito è Elaine Benes, mentre nello special natalizio afferma di aver ricevuto in regalo per Natale la raccolta in DVD della settima stagione di Seinfeld.